# Szájpad

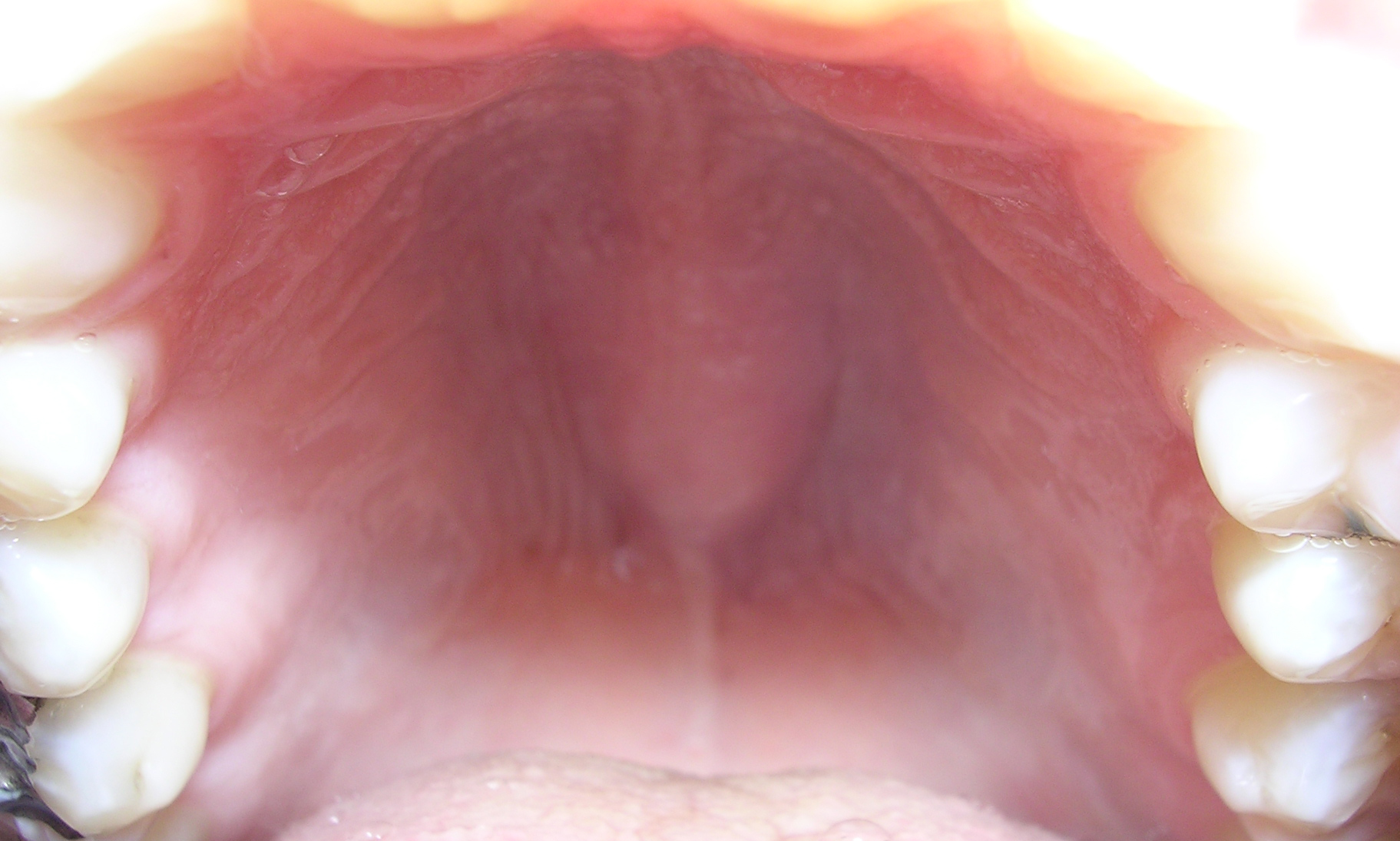
Emberi szájpad

A szájpad vagy szájpadlás (palatum) gerinceseknél a szájüreg felső falát, tetejét képezi. Elválasztja az orrüreget a szájüregtől. Fontos szerepe van a nyelésben és a hangképzésben, mivel a nyelvnek megtámasztási felületet biztosít. Két részt különítünk el: kemény szájpadot (palatum durum, a nyelvészetben csak palatum) és lágy szájpadot (palatum molle, a nyelvészetben velum).

## Kemény szájpad

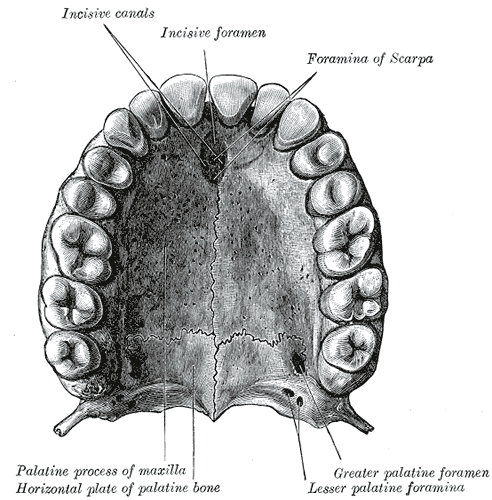
Kemény szájpad

A szájpad elülső kétharmadát a kemény szájpad képezi. A felső állcsont szájpadnyúlványa (processus palatini maxillae) és a szájpadcsont vízszintes lemeze (laminae horizontalis ossium palatinum) hozza létre. Az állatok többségénél a szájpad elülső részét az os incisivum alkotja. Embernél ez a csont a magzati élet során összecsontosodik a maxillával. A két középső metszőfogtól hátrébb nyílik a canalis incisivum, melyen az os incisivumnak megfelelő területet beidegző nervus nasopalatinus lép ki. Hátul, a bölcsességfog közelében nyílnak a canalis palatinus major és a canali palatini minores, melyek a hasonnevű ér-ideg köteget szállítják.
A fogakhoz közel eső területeken a csontokat a csonthártyával szorosan összenőtt nyálkahártya borítja. Ez a nyálkahártya speciálisan alkalmazott a rágáshoz, hasonlóan a fogínyhez, melytől éles határ nem választja el. Hátrébb a nyálkahártya már lazább szerkezetű és kis nyálmirigyeket is tartalmaz. A középvonalban, ahol a csontok ízesülnek, egy hosszanti nyálkahártyaredő (raphe palati) figyelhető meg. Ezenkívül mindkét oldalon laposabb és harántirányú redők (rugae palatinae) találhatók. A canalis incisivumnak megfelelően a nyálkahártya megvastagodik, ez a papilla incisiva.

## Lágy szájpad

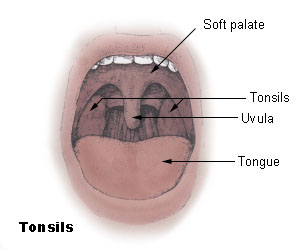
Lágy szájpad és szájpadmandulák

A kemény szájpadról vitorlaszerűen lóg le. Elsősorban izmok alkotják: szájpadfeszítő izom (m. tensor veli palatini), szájpademelő izom (m. levator veli palatini), musculus palatoglossus, musculus palatopharyngeus, musculus salpingopharyngeus, nyelvcsapizom. A középvonalban a nyelvcsap (uvula, ínycsap, ínyvitorla) csüng. Innen oldalra két redő indul: elöl az arcus palatoglossus, a nyelv oldalsó felszínéhez, hátul pedig az arcus palatopharyngeus, a garat oldalsó falához. Ezen redők közt találhatóak a szájpadmandulák. Ezek a képletek alkotják a torokszorost (isthmus faucium), mely a garat zárható bejárata. A lágy szájpad szerepe a nyelés során elzárni a táplálék útját a felső légutak fele.

## Lásd még
- szájüreg
- nyelv
- nyelőcső
- nyelés